# أنطون روكافينا
أنطون روكافينا هو لاعب كرة قدم كرواتي في مركز الوسط، ولد في 6 مايو 1985 في رييكا في كرواتيا. لعب مع نادي رييكا ونادي سكندربيو كورتشه.